# 검의 슈트

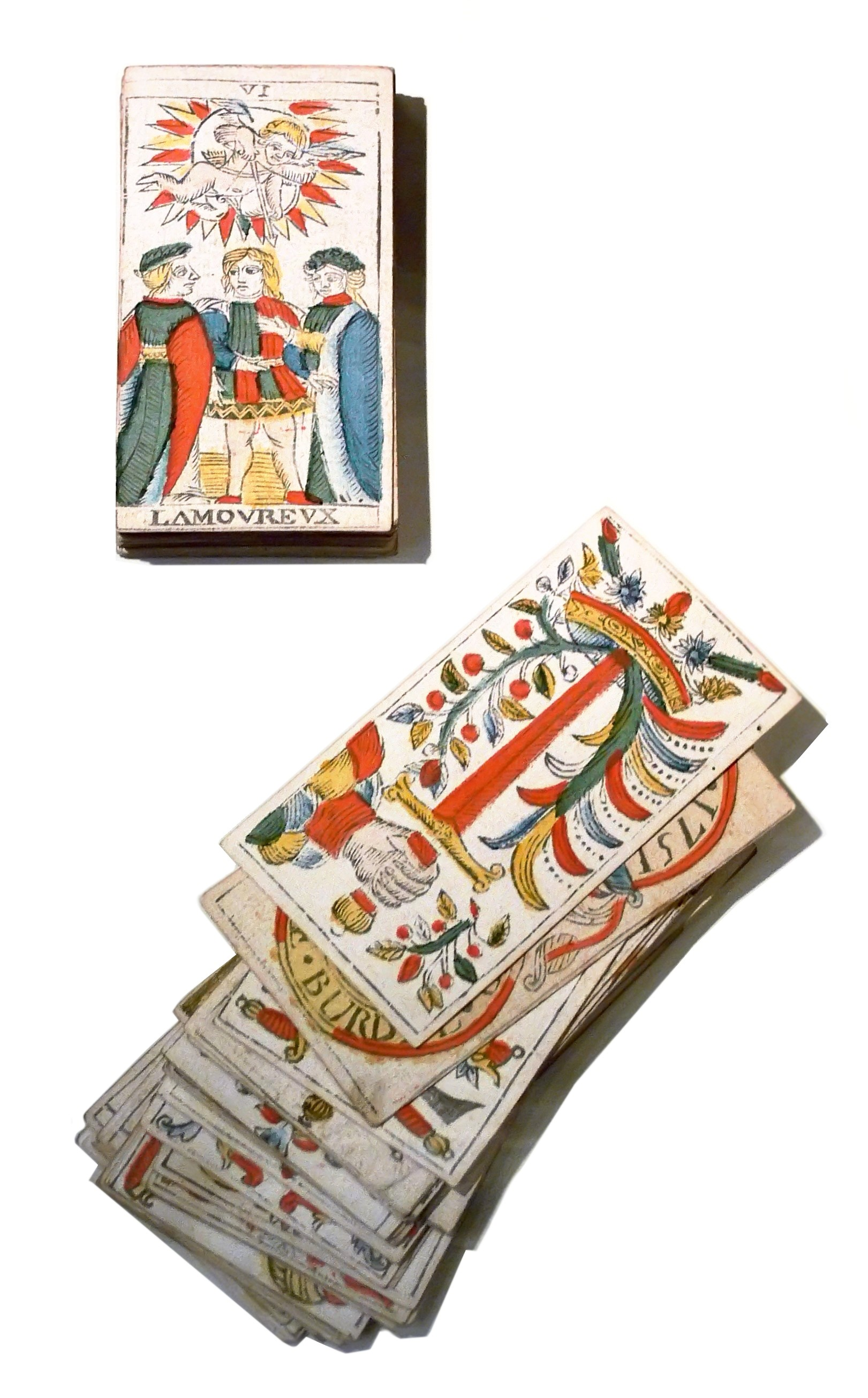
검의 에이스(앞맨 위, 마르세유판)

검의 슈트(Suit of Swords)는 타로의 마이너 아르카나의 4대 슈트의 하나로 검을 본땄다. 다른 타로 슈트와 마찬가지로, 검의 슈트는 14장의 카드로 구성된다 : 에이스(1), 2부터 10, 시종, 기사, 여왕, 왕. 트럼프의 스페이드에 해당하며, 4원소의 바람을 맡는다.

## 카드의 종류와 의미
아서 에드워드 웨이트의 타로 도해에 해설된 의미는 이하와 같다.

### 핍(숫자)
검의 에이스
「검의 1」라고도 한다. 창의력, 출발점.
검의 2
균형, 조건부의 조화.
검의 3
철퇴, 단절, 슬픔, 미숙.
검의 4
퇴각, 은둔, 무덤, 관.
검의 5
타락, 폐지, 손실, 황폐.
검의 6
일을 적절히 해냄, 중개자, 유리한 계책.
검의 7
기획, 계획.
검의 8
구속된 힘, 비난, 나쁜 소식.
검의 9
실망, 환멸.
검의 10
황폐, 고통.

### 코트(인물)
검의 시종
감시, 경계, 첩자, 시험.
검의 기사
용감함, 격노.
검의 여왕
정숙하고 슬픔 많은 여성, 미망인, 상실.
검의 왕
재판관, 정의, 권위, 명령.

에이스
2
3
4
5
6
7
8
9
10
시종
기사
여왕
왕